# Pamexis contaminata
Pamexis contaminata là một loài côn trùng trong họ Myrmeleontidae thuộc bộ Neuroptera. Loài này được Hagen miêu tả năm 1887.